# Koprivna (Słowenia)
Koprivna – wieś w Słowenii, gmina Črna na Koroškem. 1 stycznia 2017 liczyła 140 mieszkańców.